# Rajd Cypru 1993
Rajd Cypru 1993 (21. Rothmans Cyprus Rally) – 21 edycja rajdu samochodowego Rajd Cypru rozgrywanego na Cyprze. Rozgrywany był od 1 do 3 października 1993 roku. Była to czterdziesta runda Rajdowych Mistrzostw Europy w roku 1993 (rajd miał najwyższy współczynnik - 20) oraz szósta runda Rajdowych Mistrzostw Cypru.

## Klasyfikacja rajdu
| Miejsce                      | Kierowca                     | Pilot                        | Samochód                        | Czas                         | Strata                       |                              |
| Klasyfikacja generalna i ERC | Klasyfikacja generalna i ERC | Klasyfikacja generalna i ERC | Klasyfikacja generalna i ERC    | Klasyfikacja generalna i ERC | Klasyfikacja generalna i ERC | Klasyfikacja generalna i ERC |
| ---------------------------- | ---------------------------- | ---------------------------- | ------------------------------- | ---------------------------- | ---------------------------- | ---------------------------- |
| 1.                           | Alessandro Fiorio            | Vittorio Brambilla           | Lancia Delta HF Integrale       | 5:44:38                      | 0.0                          |                              |
| 2.                           | Antonis Ieropoulos           | Michalakis Michael           | Mitsubishi Galant VR-4          | 5:48:47                      | +4:09                        |                              |
| 3.                           | Maurice Sehnaoui             | Naji Stephan                 | Lancia Delta Integrale 16V      | 5:56:22                      | +11:44                       |                              |
| 4.                           | Vahan Terzian                | George Sergides              | Toyota Celica Turbo 4WD (ST185) | 6:07:33                      | +22:55                       |                              |
| 5.                           | Dimi Mavropoulos             | Nikos Antoniades             | Ford Escort RS Cosworth         | 6:12:04                      | +27:26                       |                              |
| 6.                           | Savvas Hadjisavvas           | Christos HadjisavvaS         | Mitsubishi Galant VR-4          | 6:23:06                      | +38:28                       |                              |
| 7.                           | Constantinos Georgallis      | Athos Kollitiris             | Nissan Sunny GTI-R              | 6:25:19                      | +40:41                       |                              |
| 8.                           | Elie Antypas                 | Z Richa                      | Audi 90 Quattro                 | 6:31:22                      | +46:44                       |                              |
| 9.                           | Marios Chrissanthou          | Dimitrios Demetriou          | Ford Escort RS Cosworth         | 6:36:42                      | +52:04                       |                              |
| 10.                          | Zacharias Prastitis          | Omiros Dimitriades           | Honda Civic SiR                 | 6:39:03                      | +54:25                       |                              |
| Mistrzostwa Cypru            |                              |                              |                                 |                              |                              |                              |
| 1.                           | Antonis Ieropoulos           | Michalakis Michael           | Mitsubishi Galant VR-4          | 5:48:47                      | 0.0                          |                              |
| 2.                           | Vahan Terzian                | George Sergides              | Toyota Celica Turbo 4WD (ST185) | 6:07:33                      | +18:46                       |                              |
| 3.                           | Dimi Mavropoulos             | Nikos Antoniades             | Ford Escort RS Cosworth         | 6:12:04                      | +23:17                       |                              |
| 4.                           | Savvas Hadjisavvas           | Christos HadjisavvaS         | Mitsubishi Galant VR-4          | 6:23:06                      | +34:19                       |                              |
| 5.                           | Constantinos Georgallis      | Athos Kollitiris             | Nissan Sunny GTI-R              | 6:25:19                      | +36:32                       |                              |
| 6.                           | Elie Antypas                 | Z Richa                      | Audi 90 Quattro                 | 6:31:22                      | +42:35                       |                              |
| 7.                           | Marios Chrissanthou          | Dimitrios Demetriou          | Ford Escort RS Cosworth         | 6:36:42                      | +47:55                       |                              |
| 8.                           | Zacharias Prastitis          | Omiros Dimitriades           | Honda Civic SiR                 | 6:39:03                      | +50:16                       |                              |